# 長蠹蟲下目
長蠹蟲下目（學名：Bostrichiformia）是鞘翅目多食亞目之下的一個下目。

## 分類
按《美國甲蟲》(2002)年一書的分類，本下目有兩個總科：
- Derodontoidea
  - Derodontidae
- 長蠹蟲總科 Bostrichoidea
  - 長蠹蟲科 Bostrichidae
  - Endecatomidae
  - 食骸蟲科（竊蠹科）Anobiidae
  - 蛛蠹科（標本蟲科、蛛甲科）Ptinidae[1][2]